# Биольо
Био̀льо (на италиански: Bioglio; на пиемонтски: Bioj, Биой) е село и община в Северна Италия, провинция Биела, регион Пиемонт. Разположено е на 513 m надморска височина. Населението на общината е 1013 души (към 2010 г.).